# Eyeless in Gaza (formație)
Eyeless In Gaza este o formație post-punk, new wave care este compusă din Martyn Bates and Peter Becker. Locuiesc în Nuneaton, Warwickshire, în Anglia (mai cunoscut pentru faptul că este locul de naștere a lui George Eliot). 
Formația și-a început activitatea în anul 1980, dar au făcut o pauză din 1987 până în 1993, deoarece Martyn Bates a avut niște proiecte solo sau alte colaborări.
Numele și l-au luat de la romanul cu același nume al lui Aldous Huxley. 
Albume
- Photographs as Memories, 1981
- Caught in Flux, 1981
- Pale Hands I Loved So Well, 1982
- Drumming the Beating Heart, 1982
- Rust Red September, 1983
- Back From the Rains, 1986
- Kodak Ghosts Run Amok-–Chronological Singles, etc., 1980-1986, 1987 (compilație)
- Transience Blues, 1989 (compilație)
- Orange Ice & Wax Crayons, 1992
- Voice; The Best of Eyeless in Gaza, 1993 (compilație din perioada în care au avut contract cu casa de discuri Cherry Red)
- Fabulous Library, 1993
- Saw You in Reminding Pictures, 1994
- Bitter Apples, 1995
- All Under the Leaves, the Leaves of Life, 1996
- Song of the Beautiful Wanton, 2000
- Sixth Sense-–The Singles Collection, 2002 (compilație)
- Home Produce--Country Bizarre, 2003 (cu Lol Coxhill)
- Noise-–The Very Best of Eyeless In Gaza, 2005 (compilație)
- Salt & Subway Sun, 2006

EP-uri
- Kodak Ghosts Run Amok, 1980
- Invisibility, 1981
- Others, 1981
- For Edward (etc.), 1982 (casetă cu Lol Coxhill)
- New Risen, 1983
- Sun Bursts In, 1984
- Welcome Now, 1985
- Kiss the Rains Goodbye, 1986
- Streets I Ran, 1995 (5 piese scoase în legătură cu "Saw You In Reminding Pictures")

Single-uri
- "Veil Like Calm," 1982
- "New Risen," 1983
- "Sun Bursts In," 1984

Videouri
- Street Lamps n' Snow, 1994 (1982 concert la Le Havre)
- Saw You in Reminding Pictures, DVD 2005